# Тихият човек
„Тихият човек“ (на английски: The Quiet Man) е американско-ирландски игрален филм – романтична трагикомедия, излязъл по екраните през 1952 година, режисиран от Джон Форд с участието на Джон Уейн, Морийн О'Хара, Бари Фицджерълд и Виктор Маклаглън в главните роли. Сценарият, написан от Франк Нюджънт, е базиран на едноименния разказ на ирландския новелист Маурис Уолш.

## Сюжет
Филмът разказва историята на Шон Торнтън (Уейн), американец с ирландски произход, който се връща в Ирландия за да разработи наследствената семейна ферма. Тук той се запознава и влюбва в пламенната Мери Кейт Данахър, чийто брат Уил Данахър – ирландски кавгаджия земевладелец, гледа накриво на новопристигналия.

## В ролите
| Актьор           | Роля                      |
| ---------------- | ------------------------- |
| Джон Уейн        | Шон Торнтън               |
| Морийн О'Хара    | Мери Кейт Данахър         |
| Бари Фицджерълд  | Майкълийн Ог Флин         |
| Виктор Маклаглън | Уил Данахър, земевладелец |
| Уорд Бонд        | отец Питър Лонергън       |
| Милдред Натуик   | вдовицата Сара Тайлейн    |
| Франсис Форд     | Дан Тобин                 |
| Артър Шийлдс     | Сайрил Плейфеър           |
| Ейлийн Кроу      | г-жа Елизабет Плейфеър    |
| Чарлс Фицсаймънс | Хю Форбс                  |
| Шон Макклори     | Оуен Глин                 |
| Емили Иби        | Мейв Кемпбъл              |
| Джак Макгоурън   | Игнатиъс Фийни            |
| Филип Стантън    | англикански епископ       |

## Награди и Номинации
„Тихият човек“ е сред основните заглавия на 25-ата церемония по връчване на наградите „Оскар“, където е номиниран за отличието в 7 категории, включително за най-добър филм, печелейки призовете за най-добър режисьор за Джон Форд и най-добро операторско майсторство за цветни филми.
- Филмът е номиниран и за награда „Златен лъв“ на авторитетния фестивал във Венеция.